# Zagórzyn (Bieganów)
Zagórzyn (niem. Teuber) – przysiółek wsi Bieganów w Polsce, położony w województwie dolnośląskim, w powiecie kłodzkim, w gminie Nowa Ruda.
W latach 1975–1998 przysiółek administracyjnie należał do województwa wałbrzyskiego.

## Położenie
Zagórzyn położony jest w Sudetach Środkowych, w środkowej części Wzgórz Włodzickich, na południowo-zachodnim zboczu Krępca i Góry św. Anny.

## Szlaki turystyczne
Przez przysiółek przechodzi szlak turystyczny:
- z Nowej Rudy do Sarn.